# План «Анаконда»
План «Анаконда» — неформальное название плана борьбы с Конфедерацией, разработанного в начале Гражданской войны в США и предполагавшего блокаду южных портов и установление контроля над рекой Миссисипи. 

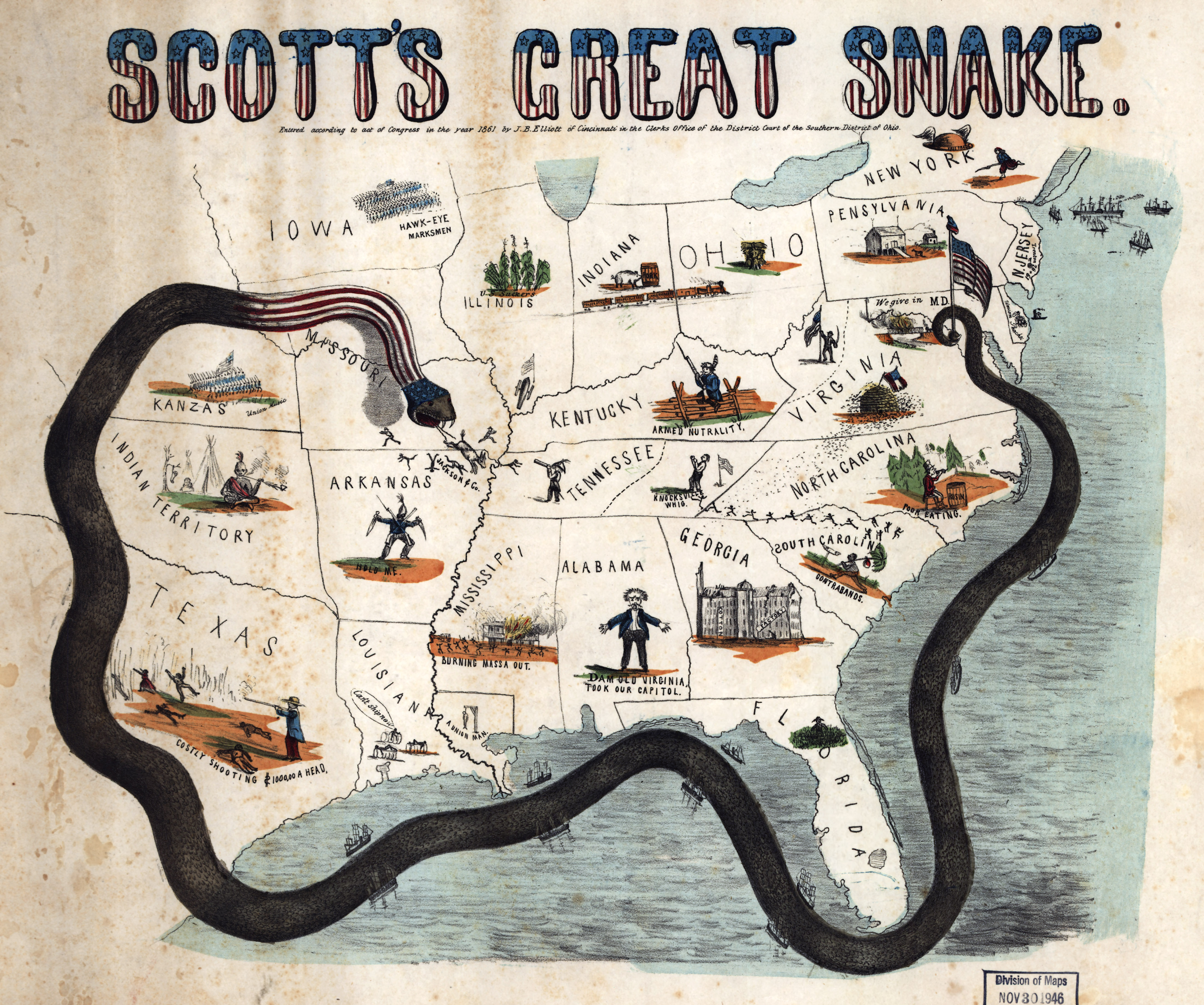
«Великая змея Скотта». Иллюстрация 1861 года.

План был предложен генералом Уинфилдом Скоттом, который, в отличие от многих современников, не верил в быстрое завершение войны. Громкое название плану придумали журналисты. Подобно анаконде, сжимающей свою добычу, многочисленные армия и флот северян должны были пресечь связь восточной и западной части Конфедерации, захватив Миссисипи, и задушить торговую активность мятежных штатов, зависевших от поставок промышленных товаров по морю. Пассивный характер предложенных действий не устраивал сторонников быстрого наступления, однако в конечном счете северяне были вынуждены принять план, предложенный Скоттом и прибегнуть к морской блокаде мятежных штатов. Историки последующих поколений оспаривают продуманность плана, степень его выполнения и действительную пользу океанской блокады, но сама стратегия осталась в общественном сознании и восприятии войны, не в последнюю очередь благодаря своему образному названию.